# As Baías
As Baías (anteriormente conhecido como As Bahias e a Cozinha Mineira) foi um trio musical brasileiro, formado na Universidade de São Paulo em 2011, onde a banda começou a se apresentar em festas universitárias. O grupo possuía fortes influências de Gal Costa e do Clube da Esquina, e teve como mote na música identificar as formas de expressão das mulheres.

## História
Raquel Virgínia, Assucena Assucena e Rafael Acerbi conheceram-se no curso de História da Universidade de São Paulo, por volta de 2011. Da convivência, algumas ideias já se colocaram como projeto musical. A banda decidiu tocar junto de fato a partir da morte de Amy Winehouse, em tributo à cantora britânica.
O primeiro álbum da banda, Mulher, foi gravado durante três anos, em meados de 2012 e lançado oficialmente em 2015. O segundo álbum, Bixa, foi lançado em 2017.
Em 2019, anunciaram um novo álbum (Tarântula), lançado pela Universal Music Brasil, entendido pela banda como a conclusão de um processo de intensa profissionalização. O álbum rendeu a primeira indicação da banda ao Grammy Latino, indicação essa que também significou a primeira vez que mulheres trans foram indicadas ao prêmio.
Em maio de 2020, durante o período de distanciamento social da pandemia de COVID-19, a banda lança seu primeiro EP, intitulado Enquanto Estamos Distantes, que conta com 5 músicas inéditas e gravadas totalmente à distância, com produção do guitarrista Rafael Acerbi. O trabalho rendeu a segunda indicação do grupo ao Grammy Latino.
A partir de setembro de 2020, em uma nova fase e, buscando uma aproximação maior com a música pop, a banda deixa de usar o nome As Bahias e a Cozinha Mineira e adota apenas As Baías, com o lançamento de singles em parceria com Rincon Sapiência (Respire), MC Rebecca (Coragem), Cleo Pires (Você É do Mal), Kell Smith (Muito, Eu Te Amo) e Linn da Quebrada (Onça / Docilmente Selvagem), adiantando um possível quarto álbum.

## Fim da banda
O trio comunicou sua separação no dia 28 de setembro de 2021, quando os integrantes afirmaram sentir a necessidade de seguir individualmente seus anseios artísticos, após 10 anos de carreira.

## Discografia

### Álbuns
| Álbum     | Ano  |
| --------- | ---- |
| Mulher    | 2015 |
| Bixa      | 2017 |
| Tarântula | 2019 |

### EPs
| EP                         | Ano  |
| -------------------------- | ---- |
| Enquanto Estamos Distantes | 2020 |

### Singles
| Single                                                | Ano  |
| ----------------------------------------------------- | ---- |
| "Apologia Às Virgens Mães"                            | 2016 |
| "Fumaça"                                              | 2017 |
| "Pra Costurar O Mundo" (feat. Ney Matogrosso)         | 2017 |
| "Ó Lua"                                               | 2017 |
| "Pagu - Ao Vivo" (feat. Liniker)                      | 2017 |
| "Proporcional - Ao Vivo" (feat. Tulipa Ruiz)          | 2017 |
| "Um Doido Caso"                                       | 2017 |
| "Foi"                                                 | 2017 |
| "Encontro - Ao Vivo" (feat. Maria Gadú)               | 2017 |
| "Das Estrelas"                                        | 2019 |
| "Volta"                                               | 2019 |
| "Shazam, Shazam Boom"                                 | 2019 |
| "Na Hora Do Almoço"                                   | 2020 |
| "Éramos Chuva"                                        | 2020 |
| "Nosso Apartamento"                                   | 2020 |
| "Respire" (feat. Rincon Sapiência)                    | 2020 |
| "Coragem" (feat. Rebecca)                             | 2020 |
| "Você É Do Mal" (feat. Cleo)                          | 2020 |
| "Muito, Eu Te Amo" (feat. Kell Smith)                 | 2020 |
| "Onça / Docilmente Selvagem" (feat. Linn da Quebrada) | 2020 |
| "Drama Latino" (feat. Xand Avião)                     | 2020 |
| "Quarto Andar" (feat. Luísa Sonza)                    | 2021 |
| "Mãe" (feat. Ivete Sangalo)                           | 2021 |
| "Primeiro Beijo" (feat. Péricles)                     | 2021 |
| "Coragem - Ao Vivo" (feat. Rebecca & Tássia Reis)     | 2021 |

## Prêmios e indicações
| Ano  | Premiação                             | Categoria                                           | Indicação                     | Resultado | Ref    |
| ---- | ------------------------------------- | --------------------------------------------------- | ----------------------------- | --------- | ------ |
| 2016 | Prêmio Multishow de Música Brasileira | Revelação                                           | As Bahias e a Cozinha Mineira | Indicado  | [ 16 ] |
| 2018 | 29º Prêmio da Música Brasileira       | Canção Popular - Grupo                              | As Bahias e a Cozinha Mineira | Venceu    | [ 17 ] |
| 2018 | 29º Prêmio da Música Brasileira       | Canção Popular - Álbum                              | Bixa                          | Venceu    | [ 17 ] |
| 2019 | Grammy Latino                         | Melhor Álbum Pop Contemporâneo em Língua Portuguesa | Tarântula                     | Indicado  | [ 18 ] |
| 2020 | Grammy Latino                         | Melhor Álbum Pop Contemporâneo em Língua Portuguesa | Enquanto Estamos Distantes    | Indicado  | [ 19 ] |